# Фолктон (Південна Дакота)
Фолктон (англ. Faulkton) — місто (англ. city) в США, в окрузі Фок штату Південна Дакота. Населення — 826 осіб (2020).

## Географія
Фолктон розташований за координатами 45°2′3″ пн. ш. 99°7′36″ зх. д. / 45.03417° пн. ш. 99.12667° зх. д. (45.034155, -99.126732).  За даними Бюро перепису населення США в 2010 році місто мало площу 2,62 км², уся площа — суходіл.

## Демографія
Згідно з переписом 2010 року, у місті мешкало 736 осіб у 355 домогосподарствах у складі 182 родин. Густота населення становила 281 особа/км².  Було 418 помешкань (159/км²).
Расовий склад населення:
| - 97,1 % — білих - 0,4 % — корінних американців - 0,4 % — чорних або афроамериканців - 0,1 % — азіатів |

До двох чи більше рас належало 1,8 %. Частка іспаномовних становила 1,8 % від усіх жителів.
За віковим діапазоном населення розподілялося таким чином: 18,5 % — особи молодші 18 років, 47,4 % — особи у віці 18—64 років, 34,1 % — особи у віці 65 років та старші. Медіана віку мешканця становила 53,4 року. На 100 осіб жіночої статі у місті припадало 77,8 чоловіків;  на 100 жінок у віці від 18 років та старших — 77,0 чоловіків також старших 18 років.
Середній дохід на одне домашнє господарство  становив 52 326 доларів США (медіана — 35 893), а середній дохід на одну сім'ю — 83 737 доларів (медіана — 74 375). За межею бідності перебувало 6,5 % осіб, у тому числі 0,0 % дітей у віці до 18 років та 14,5 % осіб у віці 65 років та старших.
Цивільне працевлаштоване населення становило 305 осіб. Основні галузі зайнятості: освіта, охорона здоров'я та соціальна допомога — 41,0 %, роздрібна торгівля — 11,8 %, виробництво — 10,5 %.